# Процион
Процио́н (α CMi / α Canis Minoris / Альфа Малого Пса) — самая яркая звезда в созвездии Малого Пса и 8-я по яркости звезда ночного неба. Одна из вершин Зимнего треугольника. Видимый блеск Проциона — +0,4m.

## Этимология
Название звезды берёт начало от греч. προ κύων (Prokyōn), что означает «перед собакой», так как она предшествует «Собачьей звезде» Сириусу при суточном движении по небосклону (для наблюдателя на северных широтах). Это происходит несмотря на то, что Процион находится восточнее Сириуса, и вызвано тем, что он расположен ещё и значительно севернее. Упоминания об этих двух «собачьих звёздах» встречаются в древней литературе. Они были объектами почитания в древнем Вавилоне и в Древнем Египте. Такое же научное название (Procyon, «пред-собака») имеет открытое европейцами впоследствии животное енот.

## Характеристики
Процион — одна из ближайших к Земле звёзд: она удалена от Солнечной системы на 3,5 парсека или 11,41 светового года.
Подобно Сириусу, Процион является двойной звездой. Основная звезда — Процион A, тусклый компонент (белый карлик) — Процион B.

### Процион A
Процион А — желтовато-белая звезда спектрального класса F — ненамного больше и в 7,7 раза ярче, чем Солнце. Она «слишком яркая» для её спектрального класса, и поэтому её относят к субгигантам. Это означает, что синтез гелия из водорода в её ядре уже закончен, и началось её расширение. Хотя звезда пока и не начала «краснеть», она продолжает увеличиваться, и в конечном итоге должна достигнуть размера, в 80—150 раз превышающего настоящий, приняв красный или оранжевый цвет. По некоторым оценкам, это должно произойти через 10—100 миллионов лет. Ожидается, что Солнце в конце своей жизни претерпит те же изменения.
В конце июля 2004 года было завершено 32-дневное исследование Проциона А с помощью канадского орбитального телескопа MOST. Наблюдения должны были подтвердить колебания светимости этой звезды, регистрируемые с Земли, но на протяжении всего периода наблюдений не было отмечено никаких флуктуаций. Это заставило астрофизиков пересмотреть устоявшиеся принципы гелиосейсмологии и теории образования звёзд.

### Процион B
Процион B — тусклый белый карлик, удалённый от Проциона А на расстояние в среднем не более 16 астрономических единиц. Это приблизительно расстояние от Солнца до Урана. По своим характеристикам аналогичен белому карлику у Сириуса, однако его видимый блеск на земном небе равен +10,75m и отыскать его в любительские телескопы труднее. Масса Проциона В меньше, чем Сириуса В. Его существование было предсказано в 1844 году Ф. Бесселем на основе анализа векового движения Проциона A по небесной сфере. Открыт в 1896 году американским астрономом Д. М. Шеберле.

## Ближайшее окружение звезды
Звезда Лейтена удалена от Проциона на 0,34 парсека или 1,11 светового года. Расстояние до Росс 614 — 4,6 св. года, до DX Рака — 5 св. лет, до Сириуса — 5,2 св. года, до Вольф 359 — 8,6 св. года, до Лаланд 21185 — 9,6 св. года. На небе гипотетической планеты у звезды Лейтена Процион имел бы видимый блеск −4,52m.

## Культурное значение
Процион, среди прочих звёзд, изображён на флаге Бразилии, где он символизирует штат Амазонас.